# 北海道交運事業協同組合
北海道交運事業協同組合（ほっかいどうこううんじぎょうきょうどうくみあい）は、北海道・青森県・宮城県・東京都においてタクシー事業を運営する事業協同組合。

## 概要
かつての本部は北海道札幌市厚別区厚別中央1条1丁目1−25の交運ビル。また、略称の「交運」「HKグループ」でも知られている。
2024年現在、1都1道2県において組合本部と6社13営業所で構成され、総車両台数は1,300台を超える。

### 車両

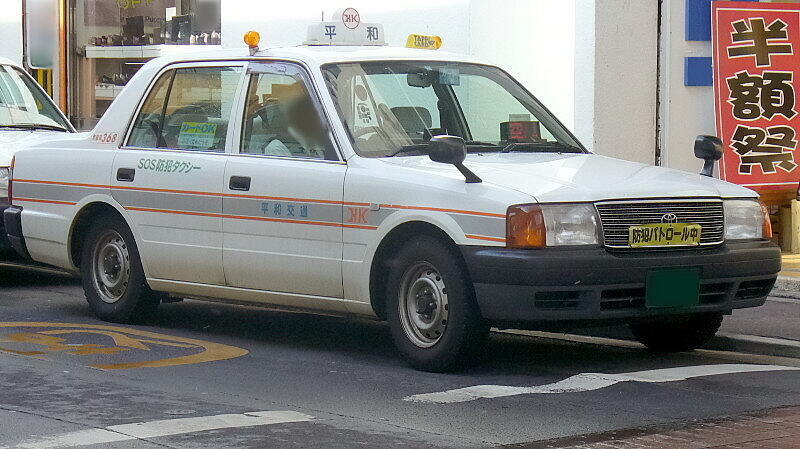
北海道交運事業協同組合のタクシー
（平和交通のコンフォート）

小型車は白色のボディにオレンジとグレーのラインをあしらい、さらに○の中にHKと書かれた統一マークが記載された統一デザインが採用されている。
ただし、23区・武蔵野市・三鷹市を営業エリアとし、国際自動車と提携する太陽自動車・東京太陽の車両は黒塗りおよび東京四社塗装（東京太陽のみ）を、特大料金適用のジャンボ車であるハイエースは白をベースに濃淡2色の青を加えた3色ストライプ塗装を採用するが、ジャンボ車においては左右前部ドアの社名表記の上部にHKマークが記載されている。
また、洞爺ハイヤー（札幌交通洞爺営業所）に在籍していたクラウンコンフォートはハイヤー的業務や需要に応えるために黒塗りで、行灯やドア部の社名表示などが取り外せる構造になっていた。

#### 車種
主力はコンフォートであるが、車両節でも解説のようにハイエースやクラウンコンフォートも導入している。
また、全車クラウンコンフォートが導入されていた太陽自動車・東京太陽では、2008年度以降にクラウンセダン・スーパーデラックスGパッケージに切り換え、全車をハイグレード化させた。さらに2018年度以降は最新のジャパンタクシーを導入し、このうち東京太陽は2023年までに全車両をジャパンタクシーに置き換えている。

## グループの変遷
1971年（昭和46年）、それまで札幌交通圏エリアでそれぞれ単独営業を行っていた共同交通・札幌交通・共永交通・日本交通の4社が、翌年に開催を控えた1972年札幌オリンピックに際し、無線配車を一括させることと各タクシー会社の福利厚生や経営情報等の支援を行う目的から、中小企業等協同組合法に基づき認可を受け結成され発足した。札幌交通圏では「札幌無線タクシーセンター」を開設し、その受付電話番号から「ヤクニたつムセン」でも親しまれ、さらに覚えやすさや圧倒的台数から勢力を拡大し、道内のみならず東北地区や東京23区武三地区の同業者もグループ入りが行われた。令和に入ってからはグループ内の企業再編が行われたほか室蘭市、洞爺湖町から撤退した。

## グループ会社
全6社で構成される。

### 北海道地区
札幌交通（1964年（昭和39年）10月8日設立した共同交通と1967年（昭和42年）9月19日設立した札幌交通が2024年（令和6年）4月1日合併）
- 本社：北広島市虹ヶ丘8丁目1番地6 235台
- 南30条営業所：札幌市中央区南30条西11丁目2-12 64台
- 百合が原営業所…札幌市北区百合が原7丁目2-40 80台
- 小樽営業所（おたるハイヤー）：小樽市新富町10-10 19台
- 本輪西営業所（本輪西ハイヤー）：室蘭市本輪西町2丁目4-15 38台　※2024年（令和6年）2月15日をもって営業終了
- 洞爺営業所（洞爺ハイヤー）：虻田郡洞爺湖町洞爺湖温泉142-130 11台（中型車1台）※2024年（令和6年）1月15日をもって営業終了。2024年に営業終了した2営業所はいずれも札幌交通が運営していた。

相互交通（1940年（昭和15年）9月15日設立）
- 本社営業所：函館市昭和2丁目39-22 200台

旭川合同自動車（1940年（昭和15年）12月5日設立）
- 本社営業所：旭川市大雪通9丁目 125台

太陽自動車（1957年（昭和32年）3月29日設立した釧路交通を2024年（令和6年）4月1日吸収合併）
- 釧路交通営業所：釧路市星が浦大通5丁目5-49 70台

東京太陽（1950年（昭和25年）5月31日設立した日の丸交通を2021年（令和3年）10月1日吸収合併）
- 日の丸営業所：帯広市西19条南1丁目7-38 30台

### 青森地区
東京太陽（1950年（昭和25年）8月2日設立した青森タクシーを2022年（令和4年）4月1日吸収合併）
- 青森タクシー営業所：青森市大字新町野字幾田2-28 124台
- 青森タクシー十和田営業所：十和田市東二十一番町15-18 15台

### 仙台地区
平和交通（1956年（昭和31年）1月10日設立）
- 本社営業所：仙台市青葉区国見5-4-22 80台

### 東京23区・武三地区
太陽自動車

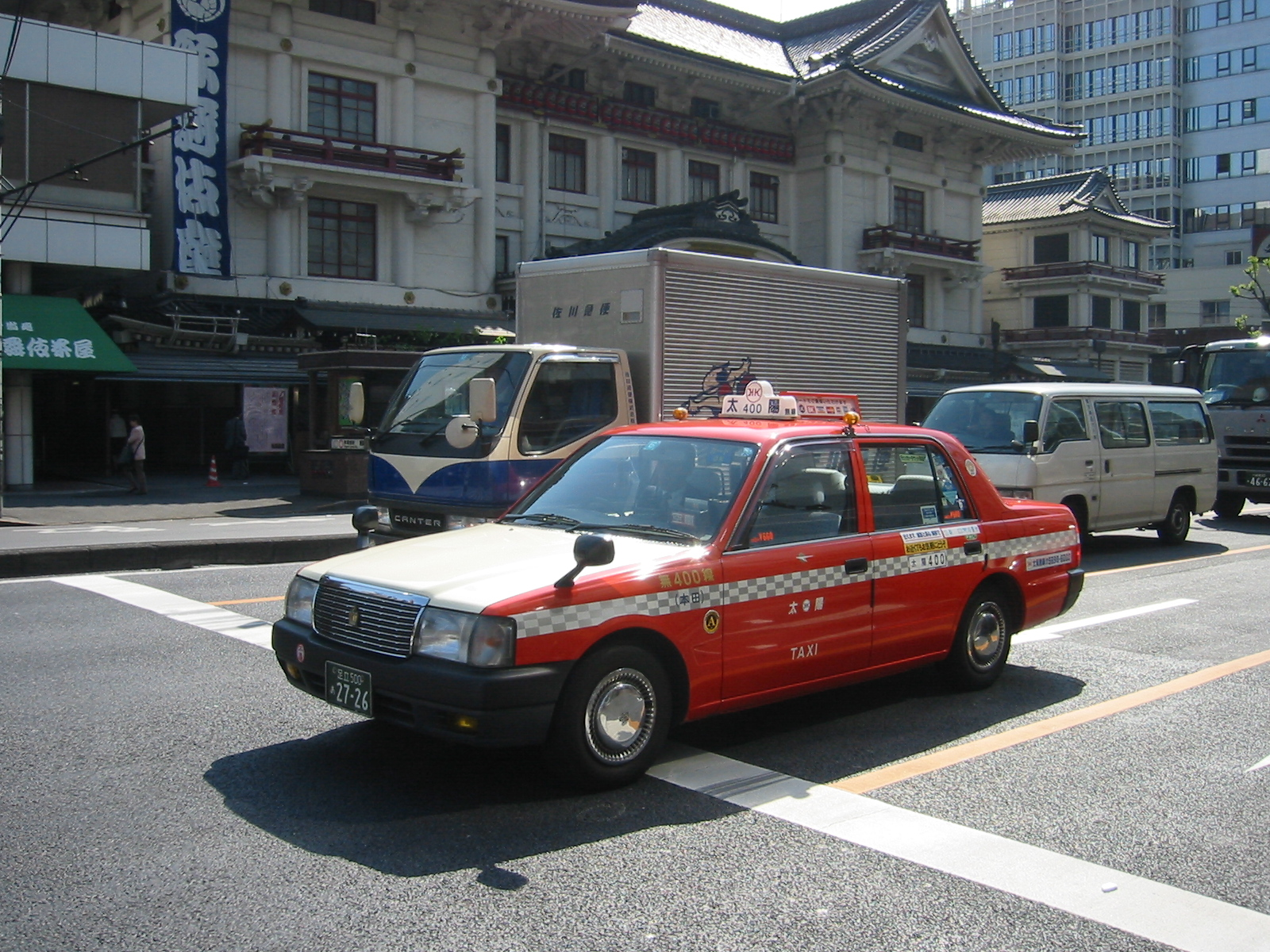
太陽自動車のトヨタ・クラウンコンフォート
（チェッカー時代、自社無線搭載当時の画像）

- 本社営業所…葛飾区四つ木5-5-18 180台

東京太陽
- 本社営業所…葛飾区四つ木5-5-18 85台

太陽自動車は1949年（昭和24年）に設立。1964年（昭和39年）のチェッカーグループ結成時からの加盟会社でもあったが2020年（令和2年）に脱退し国際自動車と提携。
先述の通り太陽自動車は、経営基盤強化のためのグループ内再編として釧路交通を吸収合併し、釧路交通営業所とした。ただし、国際自動車との提携の対象外となっている。
東京太陽は1995年（平成7年）に設立。 チェッカーグループに加盟していたが2018年（平成30年）に脱退し国際自動車と提携。
車体色は黒塗りおよび東京四社カラーのレモンイエローに赤い帯を採用している。
先述の通り東京太陽は、経営基盤強化のためのグループ内再編として日の丸交通と青森タクシーを吸収合併し、前者を日の丸営業所、後者を青森タクシー営業所および青森タクシー十和田営業所とした。ただし、これらの各営業所は国際自動車との提携の対象外となっている。